# Ukssi Nam Jung-gi
Ukssi Nam Jung-gi (kor. 욱씨남정기) – południowokoreański serial telewizyjny z 2016 roku emitowany na antenie JTBC. Główne role odgrywają Yoon Sang-hyun i Lee Yo-won. Serial emitowany był w piątki i soboty o 20:30 od 18 marca do 7 maja 2016 roku, liczy 16 odcinków.

## Opis fabuły
Kierownik Działu Marketingu, Nam Jung-gi (Yoon Sang-hyun) jest tak miły i uprzejmy, że jego koledzy nazywają go „ojciec Teresa” i „chodzący UNICEF”. Wydaje się, że nie ma rzeczy, która by go zezłościła, czy też wyprowadziła z równowagi. Z kolei jego współpracowniczka Ok Da-jung (Lee Yo-won), ma taki wybuchowy temperament, że zyskała przezwisko „ognista Da-jung”, i przez który przeszła już 3 rozwody. Uprzejmy charakter Jung-gi nie robi na niej wrażenia. W rzeczywistości jego dobroć wydaje się wzbudzać w niej najgorsze, podsycając płomienie jej wściekłości na wszystko i wszystkich wokoło. Czy Ok Da-Jung w końcu złamie opanowanie Nam Jung-gi, czy też on ostudzi jej temperament?

## Obsada

### Główna
- Lee Yo-won jako Ok Da-jung
- Yoon Sang-hyun jako Nam Jung-gi

### Rodzina Nam Jung-gi
- Hwang Chansung jako Nam Bong-gi
- Choi Hyun-joon jako Nam Woo-joo
- Im Ha-ryong jako Nam Yong-gab

### Golden Chemicals
- Son Jong-hak jako Kim Hwan-kyu
- Song Jae-hee jako Ji Yoon-ho (pierwszy były mąż Da-jung)

### Lovely Cosmetic
- Yoo Jae-myung jako Jo Dong-kyu
- Kim Sun-young jako Han Young-mi
- Kwon Hyun-sang jako Park Hyun-woo
- Hwang Bo-ra jako Jang Mi-ri
- Ahn Sang-woo jako lider zespołu Shin

### Inni
- Maeng Bong-hak
- Ji Seong-geun
- Yang Joo-ho jako szef grupy Yang Joo-ho
- Song Seong-chan
- Jeon Byung-cheol
- Han Jeong-gook
- Lee Min-sub
- Im Seung-tae
- Hong Ye-ri
- Seo Bo-ik
- Seok Il-woo
- Yoon Young-kyung
- Kwon Hyeok-soo
- Song Kyung-eui
- Choi Ri-ho

## Oglądalność
| No. | Data emisji | Oglądalność | Oglądalność |
| No. | Data emisji | AGB Nielsen | TNmS        |
| --- | ----------- | ----------- | ----------- |
| 1   | 2016.03.18  | 1,088%      | 1,6%        |
| 2   | 2016.03.19  | 1,127%      | 1,3%        |
| 3   | 2016.03.25  | 2,079%      | 1,9%        |
| 4   | 2016.03.26  | 1,875%      | 2,4%        |
| 5   | 2016.04.01  | 2,308%      | 2,3%        |
| 6   | 2016.04.02  | 2,104%      | 2,5%        |
| 7   | 2016.04.08  | 2,402%      | 2,7%        |
| 8   | 2016.04.09  | 2,406%      | 2,7%        |
| 9   | 2016.04.15  | 2,255%      | 2,4%        |
| 10  | 2016.04.16  | 2,410%      | 2,9%        |
| 11  | 2016.04.22  | 2,530%      | 2,6%        |
| 12  | 2016.04.23  | 2,354%      | 2,3%        |
| 13  | 2016.04.29  | 2,308%      | 2,7%        |
| 14  | 2016.04.30  | 2,673%      | 2,5%        |
| 15  | 2016.05.06  | 3,191%      | 3,4%        |
| 16  | 2016.05.07  | 2,774%      | 3,4%        |